# Туткышбаев, Ажимбек
Ажимбек Туткышбаев (1893, село Уюк, Аулиеатинский уезд, Сырдарьинская область, Туркестанский край, Российская империя — 1976, Джамбулская область, Казахская ССР) — старший чабан колхоза имени Амангельды Таласского района Джамбулской области, Казахская ССР. Герой Социалистического Труда (1949).

## Биография
Родился в 1893 году в семье потомственного кочевника-животновода в селе Уюк Аулиеатинского уезда. Происходит из племени ысты. С раннего возраста трудился в сельском хозяйстве. Во время коллективизации вступил в 1929 году в сельскохозяйственную артель, которая позднее была преобразована в колхоз имени Амангельды (с 1957 года — совхоз «Уюк») Таласского района. Трудился чабаном, в послевоенное время — старшим чабаном.
На протяжении многих лет сохранял отару без потерь, показывая высокие результаты в овцеводстве. В 1948 году вырастил по 128 ягнят от каждой сотни овцематок на общую численность курдючных маток в 400 голов на начало года. Средний живой вес к отбивке составил 40 килограммов. Указом Президиума Верховного Совета СССР от 12 июля 1949 года удостоен звания Героя Социалистического Труда за «получение высокой продуктивности животноводства в 1948 году» с вручением ордена Ленина и золотой медали «Серп и Молот» (№ 4113).
Этим же указом званием Героя Социалистического Труда были награждены председатель колхоза Жаманкара Аманбаев, труженики колхоза имени Амангельды коневод Абзелбек Бижанов и чабан Муратбек Ташкентбаев.
Трудился чабаном в совхозе до выхода на пенсию в 1966 году. Проживал в Джамбулской области. Дата смерти не установлена.